# Kevin Melson
Kevin Anthony Melson (Detroit, 14 settembre 1978) è un ex cestista statunitense, professionista in Europa e in Sudamerica.

## Carriera
Arriva al Basket Club Ferrara il 2 novembre 2010.
Il 2 dicembre 2010, dopo un mese esatto al suo arrivo a Ferrara, rescinde il contratto a causa di problemi familiari.